# Łożysko (anatomia)

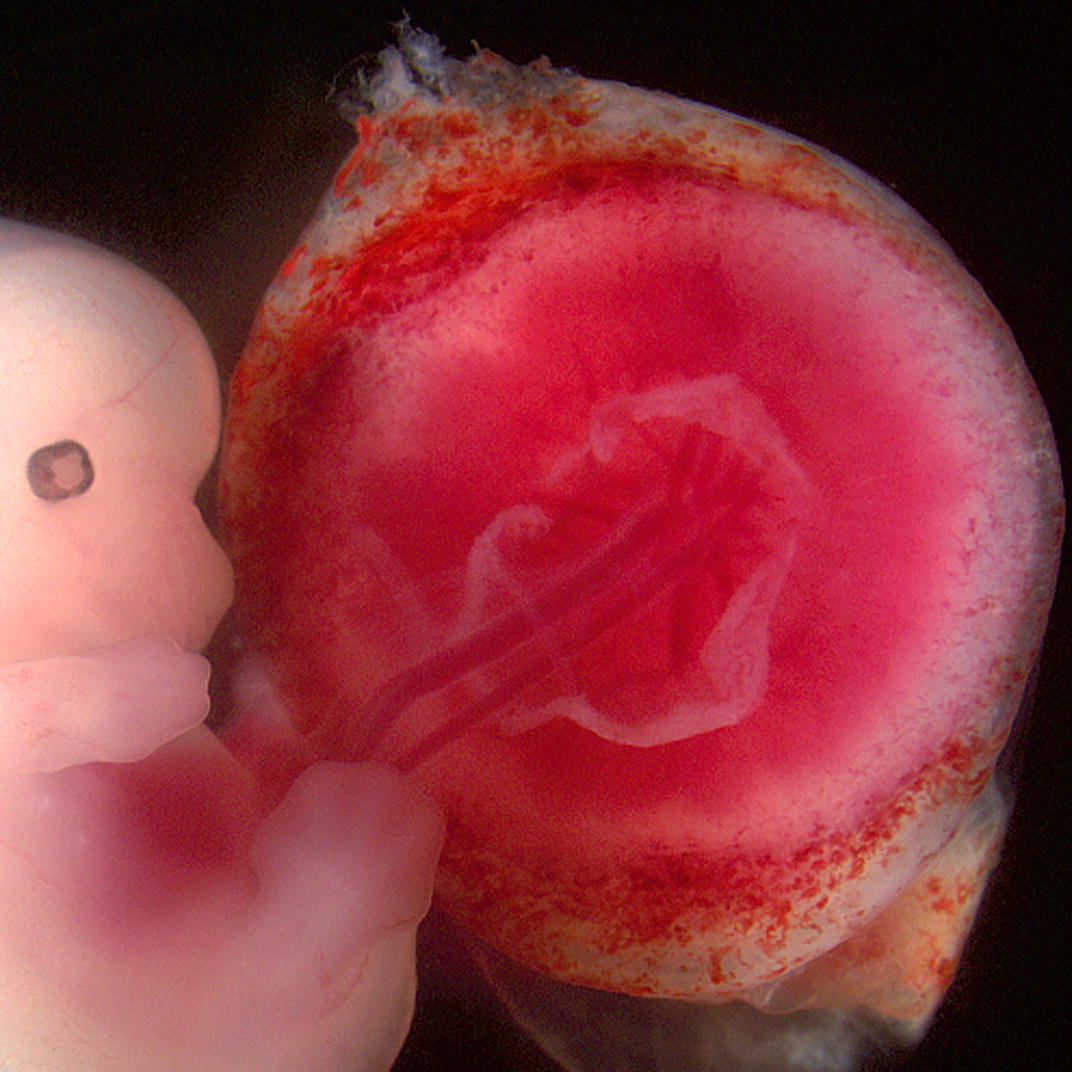
Ludzki płód i łożysko

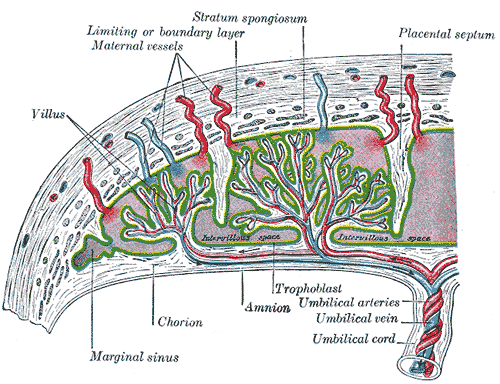
Budowa łożyska

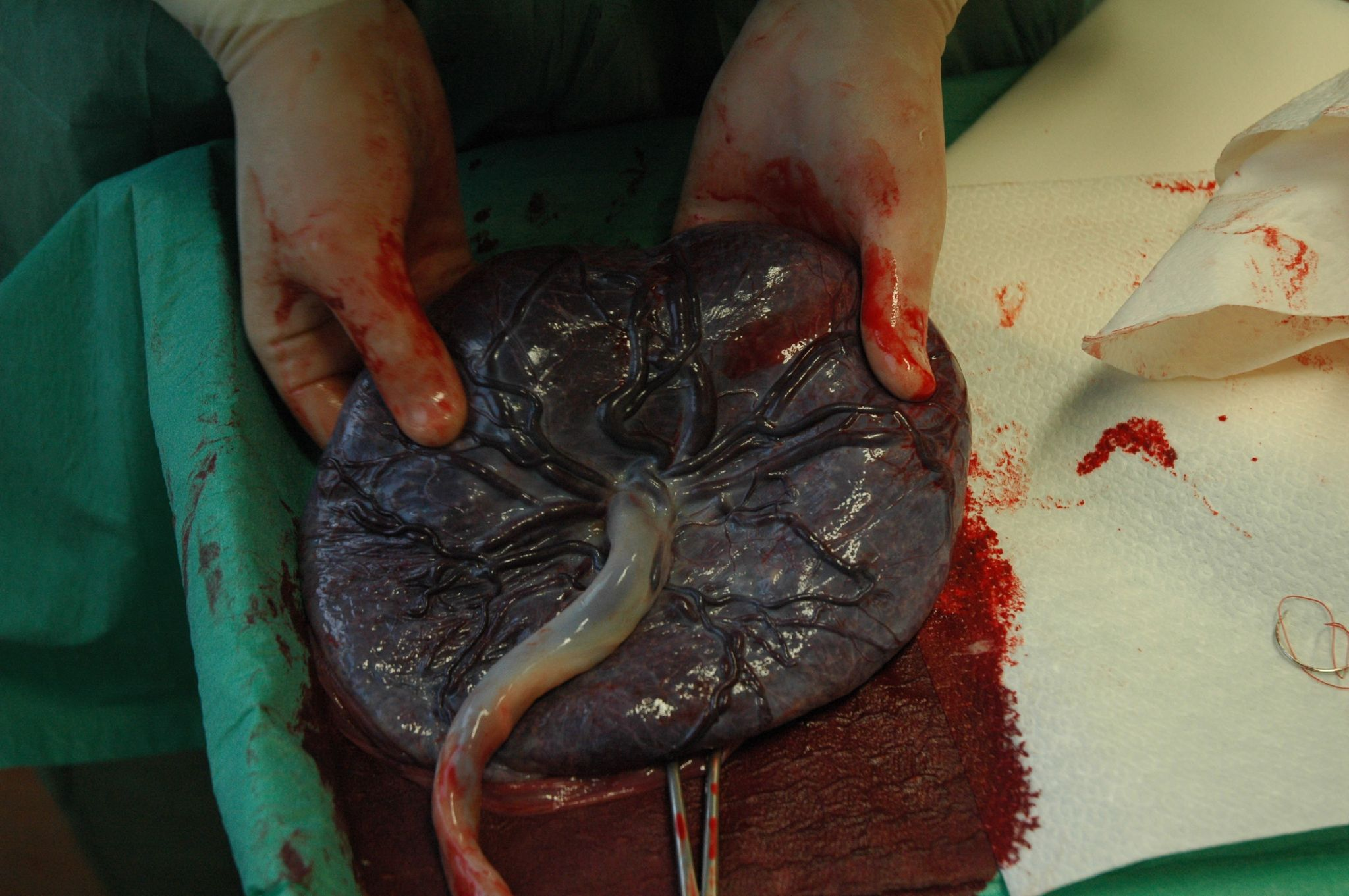
Popłód

Łożysko (łac. placenta) – przejściowy narząd płodowy występujący u ssaków łożyskowych, który tworzy się z kosmówki i błony śluzowej macicy. Kosmki kosmówki zagłębiają się i łączą z błoną macicy. Łożysko powstaje z tkanki łącznej, błony śluzowej macicy (część matczyna) oraz z zewnętrznej warstwy komórek otaczających zarodek. Od strony matczynej łożysko składa się z wielu zrazików, od strony płodowej jest gładkie.
Za pomocą łożyska zarodek otrzymuje z krwi matki pokarm i tlen, a oddaje dwutlenek węgla i zbędne produkty przemiany materii. Krew matki i płodu nie miesza się, ale do krwi płodu mogą się przedostać dzięki łożysku (za pomocą splotu naczyń krwionośnych – pępowiny) składniki odżywcze, witaminy i przeciwciała, a także niektóre wirusy, antybiotyki i inne.
Popłód (łac. adnexa fetalia) to łożysko razem z błonami płodowymi i pępowiną.

## Łożysko człowieka
Podstawowa funkcja łożyska to fizjologiczna wymiana między układem naczyniowym matki i płodu. Może ona zaistnieć dopiero po wytworzeniu się tych dwóch systemów krążenia. Naczynia płodowe pojawiają się w rosnących kosmkach łożyska w 5. tygodniu ciąży (licząc od pierwszego dnia ostatniej miesiączki). Serce płodu zaczyna bić w 4. tygodniu i w tym czasie sieć naczyń płodowych w kosmkach jest już rozwinięta, umożliwiając przepływ krwi płodowej przez łożysko.
Poczynając od 10. tygodnia ciąży łożysko stopniowo przejmuje produkcję hormonów (m.in. progesteronu i estradiolu), zastępując w ten sposób czynność ciałka żółtego ciążowego. W 12 tygodniu ciąży waży około 10 gramów, w 22. tygodniu – około 170 gramów, w 32. tygodniu – około 430 gramów, a największą swą masę osiąga w 42. tygodniu ciąży – około 650 gramów. Łożysko zazwyczaj ma okrągły kształt, lecz nierzadko występują również łożyska o nieregularnych kształtach – na przykład wielopłatowe czy o kształcie gwiazdy.

### Funkcje
Zasadniczą funkcją łożyska jest wymiana gazów (O2 i CO2), produktów energetycznych i budulcowych oraz ich metabolitów pomiędzy krwią matki a krwią płodu. Przez łożysko w ciągu jednej sekundy przepływa 8,3 ml krwi matki i 6,6 ml krwi płodu. Wymiana pomiędzy krwią matki a krwią  płodu zachodzi dzięki dyfuzji, aktywnemu transportowi i pinocytozie. W łożysku dyfunduje tlen, dwutlenek węgla i większość soli mineralnych. Na zasadzie aktywnego transportu przechodzi przez łożysko glukoza, aminokwasy oraz jony wapnia i żelaza. W wyniku pinocytozy w łożysku są transportowane z krwi matki do krwi płodu nieznaczne ilości białek. Łożysko jest nie tylko osłoną mechaniczną płodu (zarodka), lecz także biologiczną. Jest wydalane w trzecim okresie porodu.
Drugą ważną funkcją łożyska jest wytwarzanie hormonów. Poczynając od 10. tygodnia ciąży (licząc od pierwszego dnia ostatniej miesiączki) łożysko jako gruczoł wewnętrznego wydzielania, stopniowo przejmuje produkcję hormonów, zastępując w ten sposób czynność ciałka żółtego ciążowego. Wytwarza gonadotropinę kosmówkową, somatomammotropinę kosmówkową, relaksynę, testosteron, progesteron i estrogeny: estron (E1), estradiol (E2), estriol (E3) – wytwarzane w łożysku w syncytiotrofoblaście i estetrol (E4) – wytwarzany w wątrobie płodu. Dzięki obecności enzymów zachodzi w łożysku przemiana hormonów steroidowych. Łożysko stanowi naturalną barierę immunologiczną, dzięki której organizm matki wykazuje wybiórczą tolerancję na antygenowo często obcy organizm płodu.

### Starzenie się łożyska
Łożysko podlega procesom starzenia, upośledzającym jego wydolność funkcjonalną. Polega to na zarastaniu naczyń łożyskowych, odkładaniu się wapnia w kosmkach, stłuszczeniu, zwłóknieniu, dlatego ciąża przenoszona stanowi zagrożenie dla płodu.

## Rodzaje łożyska
W zależności od stopnia złączenia kosmówki z błoną śluzową macicy wyróżnia się:
- łożysko bezdoczesnowe (inaczej nieinwazyjne, rzekome[7]; placenta adeciduata) – łożysko nie odrywa błony śluzowej macicy w czasie porodu, kosmki jedynie wysuwają się z błony śluzowej i nie dochodzi do krwawienia[7]; ze względu na kształt dzieli się je na:
  - łożysko rozproszone (placenta diffusa) – kosmki są równomiernie rozproszone na powierzchni kosmówki; występuje u waleni, szczerbaków, małpiatek, brzegowców, nieparzystokopytnych, wielbłądowatych i świń;
  - łożysko liścieniowate (placenta polycotyledonae) – kosmki na kosmówce skupione są w kępki zwane liścieniami, łączą się z brodawkami macicznymi[7]. Występuje u przeżuwaczy.
- łożysko doczesnowe (inaczej inwazyjne, prawdziwe[7]; placenta deciduata) – kosmki wnikają w błonę śluzową macicy, która podczas porodu ulega zniszczeniu i jest usuwana na zewnątrz w postaci tak zwanej doczesnej, czemu towarzyszy krwawienie[7]. Ze względu na kształt dzieli się je na:
  - łożysko popręgowe (placenta zonaria) – kosmki otaczają zarodek jedynie w części środkowej, a pozostała część zarodka jest bez kosmków; występuje u drapieżnych i płetwonogich;
  - łożysko krążkowe (inaczej tarczowe[7]; placenta discoidalis) – kosmki są skupione na małej przestrzeni, a związek części zarodkowej i macicznej łożyska jest bardzo ścisły; występuje u pozostałych rzędów ssaków łożyskowych.

Innego podziału można dokonać biorąc pod uwagę liczbę warstw tworzących łożysko:
- łożysko nabłonkowo-kosmówkowe (placenta epitheliochorialis) – występuje u koni oraz świń. Nabłonek kosmówki i błony śluzowej przylega do siebie, zaś bariera łożyskowa jest najgrubsza porównując do łożysk innych rodzajów.
- łożysko łączno-kosmówkowe (placenta syndesmochorialis) – występuje u przeżuwaczy. Nabłonek kosmówki niszczy nabłonek endometium, który odżywia zarodek wchodząc w skład mleczka macicznego.
- łożysko śródbłonkowo-kosmówkowe (placenta endotheliochorialis) – występuje u mięsożernych. Kosmki kosmówki bezpośrednio przylegają do śródbłonka naczyń krwionośnych.
- łożysko krwio-kosmówkowe (placenta haemochorialis) – obecne u naczelnych, kosmki są zanurzone we krwi.